# Кормужиханка (река)
Кормужиханка — река в России, протекает по Октябрьскому району Ханты-Мансийского АО. Устье реки находится в 918 км по правому берегу реки Обь. Длина реки составляет 24 км. В устье находится посёлок Кормужиханка.

## Притоки
- Малая Речка (пр)
- Нижняя Речка (пр)
- Средняя Речка (пр)
- Верхняя Речка (пр)

## Данные водного реестра
По данным государственного водного реестра России относится к Нижнеобскому бассейновому округу, водохозяйственный участок реки — Обь от впадения Иртыша до впадения реки Северная Сосьва, речной подбассейн реки — бассейны притока Оби от Иртыша до впадения Северной Сосьвы. Речной бассейн реки — (Нижняя) Обь от впадения Иртыша.
Код объекта в государственном водном реестре — 15020100112115300019399.